# Apró csiperke
Az apró csiperke (Agaricus dulcidulus) a csiperkefélék családjába tartozó, erdőkben termő,  ehető gombafaj.

## Megjelenése

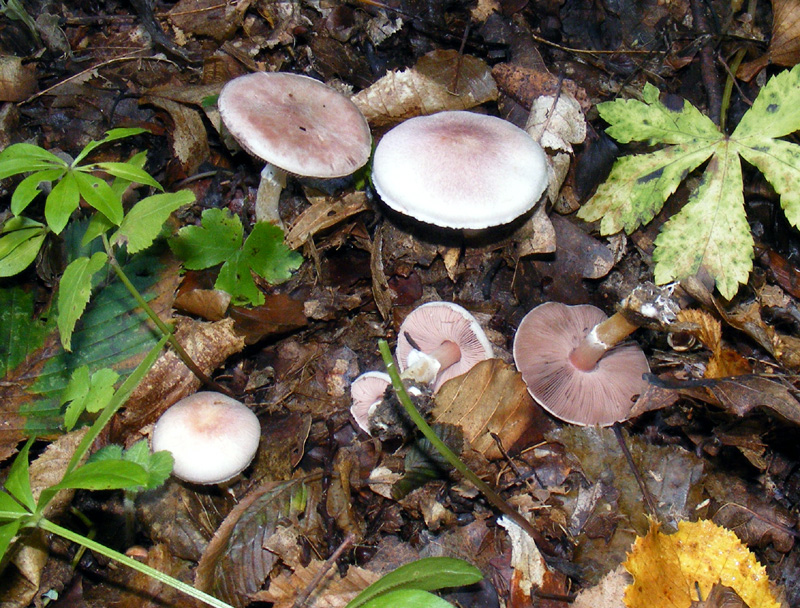

Az apró csiperke kalapjának átmérője 2–4 cm, alakja kezdetben közel gömbszerű, begöngyölődött szélekkel, majd domborúvá, idősen közel lapossá válik. Felületét a fehéres alapon borvöröses, szálas pikkelykék borítják, a közepe felé sűrűbben. Alapszíne krémfehér, krémsárga vagy okkerbarna. Húsa vékony, fehér; nyomásra, vágásra kissé megsárgul. Szaga jellegzetes, ánizsra vagy keserűmandulára emlékeztet.
Sűrű, szabadon álló lemezei fiatalon szürkések vagy szürkésrózsaszínűek, idősen barnák. Spórapora sötét lilásbarna. Spórái ellipszis alakúak, sima felszínűek, 4,5-6 x 3,5-4 mikrométeresek.
Tönkje 3–7 cm magas és 0,4-0,8 cm vastag. Töve kissé gumós. Színe a kalapénál világosabb, alja nyomásra azonnal megsárgul, alul vastag micéliumkötegek kapcsolódnak hozzá. A fiatal példányokon törékeny gallér látható, amely a kifejlett példányoknál már hiányozhat. 

### Hasonló fajok
Hasonlít hozzá a kis csiperke (Agaricus comtulus), amely erdőn kívül, füves területeken nő és húsa gyengébben sárgul; valamint a lilásvörös csiperke (Agaricus brunneolus), melynek termőteste nagyobb, kalapja 5–8 cm széles, vöröseslilás-bíbor pikkelyekkel, erdőben nő. Mindkét faj ehető.

## Elterjedése és élőhelye
Európában, Észak-Amerikában és Ázsia egyes területein honos. Magyarországon általánosan elterjedt, viszonylag gyakori. Lomb- és fenyőerdőben nő egyenként vagy kisebb csoportokban. Többek között tölgyekkel létesít gyökérkapcsoltságot. Júniustól októberig terem.
Ehető gomba, de kis mérete miatt étkezési szempontból nem jelentős.  